# يو إف سي 90
يو إف سي 90: سيلفا ضد كوتيه (بالإنجليزية: UFC 90: Silva vs. Côté )‏ هو حدث لفنون القتال المختلطة نظمته يو إف سي، أُقيم في 25 أكتوبر 2008، على صالة أولستايت في روسمونت، إلينوي الولايات المتحدة.